# جمال أحمد حمدي
الدكتور جمال أحمد حمدي العزاوي طبيب ووزير صحة عراقي ونائب نقيب ذوي المهن الطبية ونائب نقيب جمعية الأطباء ودكتور اختصاصي في الصحة العامة.

## مولده ونشأته وتعليمه
من مواليد بغداد عام 1927 ، تخرج من ثانويته الناصرية في مدينة الناصرية عام 1944 حيث كان والده مديرا لاحدى الدوائر الحكومية 

و التحق بكلية الطب في بغداد وتخرج منها عام 1950 .

## مسيرة عمله
التحق بخدمة الاحتياط العسكرية كرئيس طبيب وتم تعيينه بموجب القرعة طبيب حامية السليمانية لمدة سنة وبعدها تم تعيينه كطبيب مقيم في المستشفى الملكي (مدينة الطب حاليا) لمدة سنة ثم كمقيم اقدم لمدة سنتين في قسم الامراض الباطنية
رشح بزمالة إلى الولايات المتحدة الأمريكية عام 1955 للدراسة في جامعة هارفارد في مدينة بوسطن وحصل على شهادة الماجستير في الصحة العامة 

عند عودته إلى العراق عُين في معهد الامراض المتوطنة في عام 1956 كطبيب ثم كمدير للمعهد المذكور حتى عام 1964 ثم صدر مرسوم جمهوري بتعيينه بمنصب مدير الصحة العام إلى يناير عام 1968 حيث صدر مرسوم جمهوري بتعيينه وزير للصحة إلى 17 يوليو 1968 حيث اُحيل على التقاعد ومارس مهنته الطبية في عيادته الخاصة.

## المؤتمرات الطبية
شارك في عدة مؤتمرات طبية عربية ودولية خاصة الاجتماع السنوي للهيئة العامة لمنظمة الصحة العالمية والذي يُعقد في شهر مايس من كل عام في مقر المنظمة في مدينة جنيف في سويسرا كاحد أعضاء الوفد العراقي في الاعوام 1962 ، 1964 ، 1965 ، 1966 ، 1967 ثم رئيسا للوفد العراقي حيث كان وزيرا للصحة في مايو عام 1968 وفي هذه الدورة اُنتخب كنائب أول لرئيس المنظمة وترأس عدة اجتماعات في تلك الدورة. 

## انجازاته
1.	و في عهده تم تحويل مستشفى الامراض الصدرية في منطقة علاوي الحلة إلى مستشفى عام بعد نقل المرضى إلى مستشفى التويثة للامراض الصدرية وسُمي في حينه مستشفى السلام في الكرخ واُفتتح من قبل رئيس الجمهورية الفريق عبد الرحمن محمد عارف وتم تبديل اسم المستشفى إلى اسم مستشفى الكرامة حاليا بعد 17 يوليو 1968 .

2.	تم تأسيس وافتتاح مستشفى للامراض النفسية والإدمان في ساحة الأندلس وتم تسميته بمستشفى ابن رشد.

3.	تم افتتاح مستشفى العيون في النجف الاشرف في أوائل عام 1968 .

4.	تم افتتاح مستشفى الدكتور عبد المجيد في الكرادة (اهلي غير حكومي).

5.	شغل منصب رئيس لجنة يانصيب إنشاء المستشفيات في العراق من أوائل عام 1964 حتى اواخر عام 1967 حيث قامت الجمعية بإنشاء كل من مستشفى الكرخ للولادة ومستشفى الولادة في العلوية ومستشفى الكرخ الجراحي في العطيفية.

6.	تم شراء مستشفى اليرموك من جمعية مكافحة التدرن عام 1964 وقد كُلف من قبل وزير الصحة الدكتور شامل السامرائي بالتفاوض حول كلفة الشراء مع رئيس الجمعية الدكتور صبيح الوهبي وتم تسديد المبلغ من قبل وزارة التخطيط بموجب الخطة الخمسية.

7.	اُنتخب كنائب نقيب ذوي المهن الطبية (الاطباء، اطباء الاسنان، الصيادلة، الاطباء البيطريين) لدورتين متتاليتين من اواسط الستينيات من القرن العشرين ثم نائب نقيب الاطباء للدورة الأولى عام 1966 بعد تكوين نقابة مستقلة لكل مهنة.